# Italian Folk Metal
Italian Folk Metal è il quinto album in studio del gruppo musicale italiano Nanowar of Steel, pubblicato il 2 luglio 2021.

## Tracce
1. Requiem per Gigi Sabani in re minore – 2:19
2. L'assedio di Porto Cervo (feat. Francesco Paoli) – 4:14
3. La maledizione di Capitan Findus – 4:15
4. La marcia su piazza Grande – 2:24
5. La mazurka del vecchio che guarda i cantieri (feat. Alessandro Conti) – 4:44
6. La polenta taragnarock (feat. Giorgio Mastrota) – 4:44
7. Scugnizzi of the Land of Fires – 3:36
8. Rosario (feat. Giada Jade Etro) – 5:36
9. Il signore degli anelli dello stadio – 3:10
10. Gabonzo Robot (feat. Dr. Pira) – 4:20
11. Sulle aliquote della libertà (feat. The Rumpled) – 3:29
12. Der Fluch des Kapt'n Iglo (versione tedesca de "La maledizione di Capitan Findus") – 4:16
13. El baile del viejo que mira las obras (versione spagnola de "La mazurka del vecchio che guarda i cantieri") – 4:42
14. Formia (bonus track edizione digitale) – 2:32
15. Biancodolce (bonus track edizione digitale) – 3:39

## Formazione
- Potowotominimak – voce, cori
- Mr. Baffo – voce, cori
- Mohamed Abdul – chitarra
- Gatto Panceri 666 – basso
- Uinona Raider – batteria